# 賢宜帝姫
賢宜帝姫（けんぎていき）は、北宋の神宗の八女。哲宗の同母妹で、母は昭容朱氏（後の欽成太后）。同母姉は賢康帝姫。同母妹は賢静帝姫。

## 経歴
元豊5年（1082年）1月に生まれた。元豊8年（1085年）3月、父の神宗の崩御を知り、深く哀悼したという。4月、兄の哲宗により沂国長公主に封ぜられた。10月、病没した。祖母の宣仁太后は朝廷を3日間停止した。その後、鄧国長公主の位を追贈された。元祐9年（1094年）、崩じた宣仁太后の柩に従って、祖父の英宗の永厚陵に従葬された。
元符3年（1100年）3月、弟の徽宗により邠国長公主の位を再追贈された。政和4年（1114年）12月、賢宜長帝姫の位を再追贈された。

## 伝記資料
- 『宋史』
- 『宋会要輯稿』
- 『故鄧国長公主追封記』